# Maria Vittoria Ottoboni
Maria Vittoria Ottoboni, född 1721, död 1790, var en italiensk skådespelare, författare och salongsvärd. 
Hon gifte sig 1741 med hertig Gabrio Serbelloni men separerade från honom strax därpå. Hon höll en litterär salong i Milano, där hon agerade mecenat för konstnärer. Hon översatte, skrev och beställde pjäser för sin privata amatörteater där hon själv agerade på scen. 